# Joe Williams

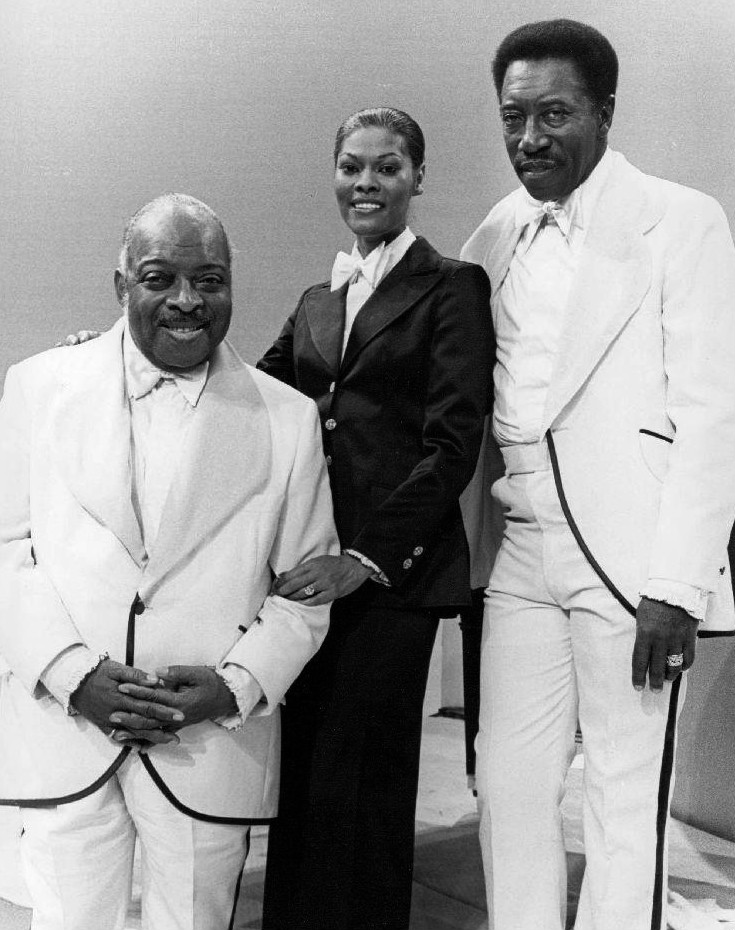
Od lewej: Count Basie, Dionne Warwick j Joe Williams (1976)

Joe Williams, właśc. Joseph Goreed (ur. 12 grudnia 1918 w Cordele, zm. 29 marca 1999 w Las Vegas) – amerykański wokalista jazzowy i bluesowy o charakterystycznym barytonowym głosie. Długoletni solista orkiestry Counta Basiego. Laureat nagród Grammy i NEA Jazz Masters.

## Życiorys
Urodził się w miasteczku rolniczym Cordele w Georgii. Jego ojciec, Willie Goreed, porzucił rodzinę, kiedy Joe był jeszcze niemowlęciem. Natomiast matka, Anne Beatrice Gilbert, która urodziła swoje jedyne dziecko mając 18 lat, zachowała bliskie więzi z synem aż do śmierci w 1968.
Po przyjściu na świat Josepha jego matka przeprowadziła się wraz z nim do rodziców, którzy pomagali jej w opiece nad dzieckiem. Jednocześnie pracowała, chcąc zdobyć pieniądze na przeniesienie się do Chicago, dokąd w rezultacie wyjechała sama. Znalazła tam zatrudnienie jako kucharka u zamożnej rodziny i starała się jak najszybciej zarobić na sprowadzenie swoich bliskich. Udało jej się to, kiedy Joe miał trzy lata, wtedy dołączył do matki wraz z babką i jedną z ciotek.

### Chicago
W latach 20. Chicago było tętniącym życiem ośrodkiem muzycznym, do którego ściągali czarni wykonawcy z całych Stanów Zjednoczonych. Działało tam również wiele rozgłośni radiowych, nadających nową wówczas muzykę – jazz. Joe słuchał przez radio takich wykonawców jak Duke Ellington, Ethel Waters, Cab Calloway i Big Joe Turner. Ponadto matka zabierała go do Vendome Theater, gdzie występował m.in. Louis Armstrong.
Joe, mając 12 lat, grał już na fortepianie (był samoukiem), a w wieku lat 13 założył kwartet wokalny, The Jubilee Boys, z którym śpiewał w kościele utwory gospel. Niedługo potem zaczął śpiewać solo, występując z różnymi orkiestrami. Otrzymywał za jeden wieczór nie więcej niż 5 dolarów, ale to wystarczyło, żeby przekonać rodzinę, iż śpiewem potrafi zarobić na życie. W wieku 16 lat porzucił więc szkołę i już jako Joe Williams (po rodzinnej naradzie zdecydowano, że nazwisko „Williams” będzie bardziej odpowiednie dla śpiewaka) zaczął wyrabiać sobie markę, występując jako „wolny strzelec” z chicagowskimi zespołami, głównie klubowymi. Pierwszą stałą pracę otrzymał w klubie Kitty Davis's. Został przyjęty do czyszczenia toalet, ale pozwolono mu śpiewać wieczorami z klubową orkiestrą oraz zatrzymywać dla siebie napiwki, które jednorazowo wynosiły niekiedy nawet 20 dolarów.
Pierwsze znaczące dla rozwoju zawodowej kariery Williamsa wydarzenie miało miejsce w 1938. Do występów ze swoim zespołem zaprosił go bowiem klarnecista Jimmie Noone, czołowa postać chicagowskiego hot jazzu. Niespełna rok później młody wokalista zdobywał popularność śpiewając w miejscowych salach tanecznych oraz ogólnoamerykańskiej rozgłośni radiowej, która prezentowała jego głos od Massachusetts po Kalifornię. W 1939 i 1940 Williams jeździł w trasy koncertowe po Środkowym Zachodzie z orkiestrą Lesa Hite'a, która akompaniowała m.in. Louisowi Armstrongowi i Fatsowi Wallerowi. W kolejnym roku odbył duże tournée z zespołem Colemana Hawkinsa.
Śpiew Williamsa bardzo spodobał się Lionelowi Hamptonowi, który w 1942 zaangażował wokalistę do swojego big-bandu w zastępstwie dotychczasowego solisty. Williams występował zarówno w bostońskiej siedzibie orkiestry, klubie Tic Toc, jak podczas jej krajowych tournées. Kiedy do zespołu powrócił poprzedni wokalista, Williams był już na tyle znany, że bez kłopotu mógł kontynuować karierę w rodzinnym Chicago. W połowie lat 40. był stałym solistą orkiestry Andy’ego Kirka, The Clouds of Joy, i z nią dokonał swoich pierwszych nagrań. Następnie – w latach 1951–1953 – wiele nagrywał z orkiestrą perkusisty, Theodore’a „Reda” Saundersa.
W tym czasie znany chicagowski disc jockey, Daddy-O Daily, załatwił Williamsowi kilka występów z orkiestrą giganta jazzu, Counta Basiego. Fakt ten jednak nie miał wpływu na ówczesną karierę wokalisty. Jej przyspieszenie nastąpiło dopiero w 1954, kiedy Basie zaproponował Williamsowi stały kontrakt.

### Nowy Jork
Williams, przeprowadziwszy się do Nowego Jorku, nieprzerwanie pracował z Basie’em aż do 1961. Krajowe tournées były przeplatane stacjonarnymi, niekiedy długotrwałymi, występami w amerykańskich metropoliach. Bywało, że „Basie Machine” występowała w jednym klubie nawet przez miesiąc. W 1955 ukazał się pierwszy album firmowany nazwiskiem Williamsa: Count Basie Swings, Joe Williams Sings, na którym znalazły się m.in. bluesy Memphisa Slima. Jednym z nich był utwór (obecnie standard) Every Day (I Have the Blues), który w wykonaniu Williamsa trafił na czołowe miejsca list przebojów muzyki R&B. Nagrania wokalisty z Basie’em doskonale się sprzedawały i były nadawane przez największe rozgłośnie radiowe w Stanach Zjednoczonych. Również w 1955 Williams został wyróżniony przez prestiżowy tygodnik „Down Beat”. Otrzymał bowiem New Star Award oraz został wybrany przez międzynarodowych krytyków „Najlepszym nowym wokalistą”, a przez czytelników – „Najlepszym wokalistą big-bandu”.
Od 1956 big-band Basiego co roku pojawiał się na najważniejszej amerykańskiej imprezie jazzowej, Newport Jazz Festival. Ponadto w latach 1956, 1957 i 1959 orkiestra wraz z Williamsem koncertowała z wielkim powodzeniem w Europie, po zachodniej stronie żelaznej kurtyny.

### Solista i gwiazdor
Pomimo ogromnej popularności wśród słuchaczy oraz uznania krytyki zdobytych z zespołem Basiego, Williams doszedł do wniosku, że jego pozycja w orkiestrze nie stwarza mu możliwości pełnego rozwoju artystycznego. Znużony pracą z big-bandem, w 1960 zapowiedział swoje odejście z zespołu i w styczniu następnego roku wystąpił z nim po raz ostatni w ramach wygasającego kontraktu. Wkrótce rozpoczął karierę solową. Jeździł w trasy koncertowe z kwintetem Harry’ego „Sweetsa” Edisona, z którym również nagrywał. W 1962 wystąpił ponownie – ale już jako gość specjalny – z orkiestrą Basiego. Koncert miał miejsce na festiwalu w Newport, a w jednym z utworów Williams zaśpiewał w duecie z Jimmym Rushingiem. Rok później znów pojawił się na festiwalu, a nagrania z jego występu ukazały się następnie na płycie Joe Williams at Newport '63.
W drugiej połowie lat 60. współpracował z big-bandem Thada Jonesa i Mela Lewisa, czego efektem był m.in. album Presenting Joe Williams and Thad Jones - Mel Lewis the Jazz Orchestra. W owym czasie występował ponadto z takimi muzykami jak Ben Webster, Clark Terry, Kenny Burrell, Oliver Nelson, Urbie Green i Phil Woods. Regularnie pojawiał się w popularnych programach telewizyjnych Mike’a Douglasa, Merva Griffina, Steve’a Allena i Johnny’ego Carsona. W 1969 zagrał rolę aktorską w filmie Bitwa o whisky.
W latach 70. intensywnie koncertował w klubach, podczas licznych tournées i na festiwalach jazzowych. Występował zarówno w Stanach Zjednoczonych, jak i innych krajach na całym świecie. Dużo także nagrywał, m.in. z pianistą George’em Shearingiem, swoim długoletnim przyjacielem, oraz saksofonistą Julianem „Cannonballem” Adderleyem. Występował także w opartym na legendzie o czarnym siłaczu – Johnie Henrym, musicalu folklorystycznym Adderleya, Big Man, który w wersji płytowej ukazał się w 1975. Williams był jego współkompozytorem.
W 1974 – podczas koncertu ku czci Duke’a Ellingtona, zorganizowanego w Hollywood Bowl wkrótce po śmierci artysty – Williams zaśpiewał a cappella jego First Sacred Concert. W tym samym roku wystąpił w nowojorskiej edycji Newport Jazz Festival, ponownie śpiewając z orkiestrą Counta Basiego. Publiczność zgotowała wykonawcom owację i od tego czasu Williams wznowił współpracę z Basiem, która trwała aż do śmierci bandlidera w 1984. Nie mniejszą popularnością cieszyły koncerty Williamsa, które pod koniec lat 70. dawał z zespołem Clarka Terry’ego w ramach tournées w Afryce, sponsorowanych przez amerykański Departament Stanu.
Kolejne dziesięciolecie było dla Williamsa okresem równie wytężonej pracy. Dziesięciokrotnie pojawił się na chicagowskich festiwalach jazzowych „Playboya”. Corocznie występował też na Monterey Jazz Festivals, jeździł z koncertami do Europy i brał udział w wielu znaczących imprezach okolicznościowych (m.in. wielkim koncercie jubileuszowym z okazji swoich 70. urodzin, zorganizowanym w Carnegie Hall). W 1988 kalendarz Williamsa obejmował ponad sto dni koncertowych. W latach 80. był też stałym członkiem obsady sitcomu Bill Cosby Show, w którym grał rolę dziadka Ala, teścia bohatera serialu – Heathcliffa Huxtable'a. Uzyskał również wiele wyróżnień, m.in. w 1983 został uhonorowany gwiazdą w Alei Sławy na Hollywood Boulevard, usytuowaną tuż obok gwiazdy Basiego, a w 1984 i 1965 – za album Nothin’ But the Blues – otrzymał kolejno: statuetkę Grammy w kategorii Best Jazz Vocal Performance oraz Blues Music Award.
W latach 90., mieszkając już w Las Vegas, nadal regularnie występował, nagrywał oraz obierał kolejne honory. W 1992 jego nagranie z Basie’em, Every Day (I Have the Blues), sprzed niemal 40. lat, zostało wyróżnione Grammy Hall of Fame Award. W 1993 popularny miesięcznik, „Ebony” (adresowany głównie do Afroamerykanów), przyznał mu Ebony Lifetime Achievement Award. Rok później dał występ w Białym Domu na zaproszenie Billa i Hilary Clintonów. W 1997 został wprowadzony do Międzynarodowego Jazzowego Panteonu Sławy (ang. The International Jazz Hall of Fame), zaś Los Angeles Jazz Society uhonorowało go Jazz Vocalist Award.

### Coda
W marcu 1999 Williams trafił do szpitala w Las Vegas ze względu na niedomagania oddechowe. 29 tego samego miesiąca został znaleziony martwy na ulicy niedaleko swojego domu. Kilka godzin przed odnalezieniem jego ciała, szpital zgłosił zaginięcie pacjenta i policja wszczęła poszukiwania. W oficjalnym komunikacie podano, że Williams samowolnie opuścił szpital i zmarł w drodze do domu. Wedle oświadczenia koronera Williams zmarł z przyczyn naturalnych. Został pochowany w Palm Valley View Memorial Park w Las Vegas.

## Fundacja
Kilka lat przed śmiercią Joe Williams wraz z żoną, Jillean, oraz kilkorgiem przyjaciół i najbliższych współpracowników założył fundację, której celem jest wspieranie muzyki i muzyków – zwłaszcza jazzowych – oraz umożliwianie podejmowania kariery zasługującemu na pomoc młodemu talentowi. The Joe Williams Every Day Foundation ma charakter non-profit i m.in. corocznie przyznaje stypendia młodym muzykom w ramach The Joe Williams Memorial Scholarship.

Joe Williams: Musimy zejść na dół, żeby pomóc tym, którzy zmierzają do góry.

## Wybrane nagrody i wyróżnienia
| Best Jazz Vocal Performance - 1984 Nothin’ But the Blues Nominacje - 1979 Prez and Joe - 1982 8 to 5 I Lose - 1986 I Just Want to Sing - 1987 Every Night - 1988 I Won't Leave you Again (z Leną Horne) - 1989 In Good Company (z Marleną Shaw) Grammy Hall of Fame - 1992 Every Day (I Have the Blues) | - 1983 Gwiazda w Hollywood Walk of Fame - 1985 Blues Music Award za płytę Nothin’ But the Blues - 1993 NEA Jazz Masters Award Ebony Lifetime Achievement Award - 1995 Wprowadzenie do Big Band and Jazz Hall of Fame - 1997 Wprowadzenie do The International Jazz Hall of Fame Jazz Vocalist Award przyznana przez Los Angeles Jazz Society - 2001 Tablica z nazwiskiem na „Ścianie sławy” organizacji ASCAP |

## Dyskografia
- 1955 A Night at Count Basie's featuring Joe Williams (Vanguard)
- 1956/1993 Count Basie Swings, Joe Williams Sings (PolyGram)
- 1956/2004 Joe Williams Sings Everyday (Savoy)
- 1958/2006 A Man Ain’t Supposed to Cry (Roulette)
- 1959 Joe Williams Sings About You!  (Roulette)
- 1960 That Kind of Woman (Roulette)
- 1961 Joe Williams/Harry „Sweets” Edison • Together (Roulette)
- 1962/1991 A Swingin’ Night at Birdland (Blue Note)
- 1963/2002 Joe Williams at Newport '63 (RCA)
- 1963/1993 Jump for Joy (RCA)
- 1964/1995 Me and the Blues (RCA)
- 1964/2005 Joe Williams • Havin' a Good Time! • Featuring Ben Webster (Hyena/The Music Force)
- 1966/1994 Presenting Joe Williams and Thad Jones-Mel Lewis the Jazz Orchestra (Blue Note)
- 1971/2001 The Heart and Soul of Joe Williams and George Shearing (Koch)
- 1971/1991 Joe Williams Live in Las Vegas (Himo)
- 1973/1991 Joe Williams Live (Fantasy/Original Jazz Classics)
- 1979 Prez & Joe • Dave Pell's Prez Conference Featuring Joe Williams (GNP Crescendo Records)
- 1983/1992 Nothin’ But the Blues (Delos)
- 1985 Joe Williams & Friends • June 1985 • I Just Wanna Sing (Delos)
- 1987 Every Night • Live at Vine St. (Verve)
- 1989 In Good Company (Verve)
- 1990 That Holiday Feeling (Verve)
- 1992 Ballad and Blues Master (Verve)
- 1993 Joe Williams • Live at Orchestra Hall, Detroit (Telarc)
- 1993 Every Day • The Best of the Verve Years (2CD) (PolyGram)
- 1997 The Best of Joe Williams (Blue Note)
- 1998 One for My Baby (Delta)
- 1999 Joe Williams presents Nicole Yarling • Live at Manchester Craftmen's Guild (Jazz MCG)
- 1999 Ultimate Joe Williams (PolyGram)
- 2002 The Definitive Joe Williams (Umvd Labels)

## DVD
- 2004 Joe Willilams with George Shearing • A Song is Born (View Inc.)
- 2005 Jazz Masters Series • Joe Williams (Shanachie)